# Jordan Remacle
Jordan Remacle (Verviers, 14 februari 1987) is een Belgisch betaald voetballer die bij voorkeur als rechtsbuiten speelt. Hij speelt sinds 2019 voor FC Herstal.

## Carrière
Remacle begon op zesjarige leeftijd met voetballen in de jeugdopleiding van Standard Luik. Hij zette zijn eerste stappen in het betaald voetbal in het seizoen 2003/04 in het shirt van RC Genk. Op zestienjarige leeftijd werd hij daar opgenomen in de selectie van RC Genk. De reden van de overstap was een conflict met Standard, nadat Remacle interesse toonde in een overstap naar AFC Ajax.
Na vier seizoenen in Genk tekende Remacle in 2006 een vierjarig contract bij RKC Waalwijk. Hij scoorde er zijn eerste doelpunt in de met 3-1 verloren uitwedstrijd bij Vitesse op 10 december 2006. In het seizoen 2007-2008 werd hij aan Helmond Sport uitgeleend. Op 22 januari 2009 werd Remacle voor een half seizoen uitgeleend aan RBC Roosendaal en tekende hij daar tegelijk een eenjarig contract met een optie op een extra seizoen dat inging na de huurperiode. In juli 2010 keerde hij terug naar België om er voor Oud-Heverlee Leuven in de tweede klasse te gaan spelen en dadelijk te promoveren naar eerste klasse.
In het begin van het nieuwe seizoen (2013/2014) tekende hij een contract bij Sporting Lokeren, daar scoorde hij al meteen 2 keer in 2 matchen. In november liep hij op een verplaatsing in Charleroi een ernstige knieblessure op, die hem tot in de playoffs aan kant hield. In zijn tweede seizoen voor Lokeren maakte Remacle de beslissende goal in een kwalificatiematch voor de Europa League tegen Hull City. Na het seizoen 2014/15 keerde Remacle terug naar zijn ex-club Oud-Heverlee Leuven. Zijn tweede passage op Den Dreef duurde evenwel slechts één seizoen: na de degradatie naar Eerste klasse B in 2016 koos Remacle voor Antwerp FC. De samenwerking draaide echter uit op een complete mislukking: Remacle begon het seizoen als titularis, maar toen John Bico in oktober 2016 het trainersroer overnam verdween hij helemaal buiten beeld. Zijn ex-club Sporting Charleroi verloste hem in januari 2017, maar daar kon Remacle dan weer weinig spelen vanwege veelvuldig blessureleed. In september 2018 liet Remacle weten dat hij stopte als profvoetballer en dat hij voortaan in de lagere divisies zou gaan spelen.

## Statistieken
| Competitie      | Seizoen             | Club            | Competitie | Competitie | Play-off I | Play-off I | Play-off II | Play-off II | Play-off III / Eindr. | Play-off III / Eindr. | Beker | Beker | Europees | Europees | Totaal | Totaal |
| Competitie      | Seizoen             | Club            | Wed.       | Dlp.       | Wed.       | Dlp.       | Wed.        | Dlp.        | Wed.                  | Dlp.                  | Wed.  | Dlp.  | Wed.     | Dlp.     | Wed.   | Dlp.   |
| --------------- | ------------------- | --------------- | ---------- | ---------- | ---------- | ---------- | ----------- | ----------- | --------------------- | --------------------- | ----- | ----- | -------- | -------- | ------ | ------ |
| 2003-2004       | KRC Genk            | Eerste klasse   | 1          | 0          | nvt        | nvt        | nvt         | nvt         | nvt                   | nvt                   | 0     | 0     | --       | --       | 1      | 0      |
| 2004-2005       | KRC Genk            | Eerste klasse   | 0          | 0          | nvt        | nvt        | nvt         | nvt         | 0                     | 0                     | 0     | 0     | 0        | 0        | 0      | 0      |
| 2005-2006       | KRC Genk            | Eerste klasse   | 7          | 0          | nvt        | nvt        | nvt         | nvt         | --                    | --                    | 0     | 0     | 1        | 0        | 8      | 0      |
| 2006-2007       | RKC Waalwijk        | Eredivisie      | 19         | 1          | nvt        | nvt        | nvt         | nvt         | 0                     | 0                     | 2     | 0     | --       | --       | 21     | 1      |
| 2007-2008       | → Helmond Sport     | Eerste divisie  | 34         | 9          | nvt        | nvt        | nvt         | nvt         | 4                     | 0                     | 1     | 0     | --       | --       | 39     | 9      |
| 2008-2009       | RKC Waalwijk        | Eerste divisie  | 14         | 1          | nvt        | nvt        | nvt         | nvt         | 0                     | 0                     | 1     | 0     | --       | --       | 15     | 1      |
| 2008-2009       | → RBC Roosendaal    | Eerste divisie  | 15         | 1          | nvt        | nvt        | nvt         | nvt         | --                    | --                    | 0     | 0     | --       | --       | 15     | 1      |
| 2009-2010       | → RBC Roosendaal    | Eerste divisie  | 26         | 5          | nvt        | nvt        | nvt         | nvt         | --                    | --                    | 2     | 0     | --       | --       | 28     | 5      |
| 2010-2011       | Oud-Heverlee Leuven | Tweede klasse   | 31         | 16         | nvt        | nvt        | nvt         | nvt         | --                    | --                    | 2     | 2     | --       | --       | 33     | 18     |
| 2011-2012       | Oud-Heverlee Leuven | Eerste klasse   | 29         | 9          | --         | --         | 6           | 6           | --                    | --                    | 1     | 1     | --       | --       | 36     | 16     |
| 2012-2013       | KAA Gent            | Eerste klasse   | 18         | 2          | --         | --         | --          | --          | --                    | --                    | 2     | 0     | 2        | 0        | 22     | 2      |
| 2012-2013       | → Waasland-Beveren  | Eerste klasse   | 8          | 2          | --         | --         | 6           | 0           | --                    | --                    | --    | --    | --       | --       | 14     | 2      |
| 2013-2014       | KSC Lokeren         | Eerste klasse   | 12         | 4          | 8          | 0          | --          | --          | --                    | --                    | 0     | 0     | --       | --       | 20     | 4      |
| 2014-2015       | KSC Lokeren         | Eerste klasse   | 23         | 0          | --         | --         | 1           | 0           | --                    | --                    | 3     | 2     | 7        | 1        | 34     | 3      |
| 2015-2016       | Oud-Heverlee Leuven | Eerste klasse   | 26         | 2          | --         | --         | --          | --          | --                    | --                    | 0     | 0     | --       | --       | 26     | 2      |
| 2016-2017       | Antwerp FC          | Tweede klasse   | 10         | 1          | --         | --         | --          | --          | --                    | --                    | 1     | 0     | --       | --       | 11     | 1      |
| 2016-2017       | Sporting Charleroi  | Eerste klasse   | 6          | 1          | 3          | 0          | --          | --          | --                    | --                    | 0     | 0     | --       | --       | 1      | 0      |
| 2017-2018       | Sporting Charleroi  | Eerste klasse   | 2          | 0          | --         | --         | --          | --          | --                    | --                    | 0     | 0     | --       | --       | 2      | 0      |
| Carrière totaal | Carrière totaal     | Carrière totaal | 256        | 52         | 11         | 0          | 13          | 6           | 4                     | 0                     | 15    | 5     | 10       | 1        | 309    | 64     |

Bijgewerkt tot en met 10 juli 2019.